# تک‌تیرانداز: عملیات ویژه
تک‌تیرانداز: عملیات ویژه (به انگلیسی: Sniper: Special Ops) یک فیلم اکشن و جنگی آمریکایی به کارگردانی و نویسندگی فرد اولان ری با بازی استیون سیگال که در سال ۲۰۱۶ منتشر شد.
این فیلم هیچ ارتباطی با سری فیلم‌های تک‌تیرانداز ندارد.

## داستان
گروهبان جیک چندلر (استیون سیگال)، تک تیرانداز خبره، در جریان یک مأموریت اضافی برای استخراج یک کنگره آمریکایی که توسط طالبان در یک روستای دورافتاده افغانستان در حال نگه داشتن بود، به گروهبان ویک موسبی (تیم ابل) با نیروی دلتا پیوست. در ابتدا، مأموریت نجات موفقیت آمیز است تا زمانی که جیک پس از آتش گرفتن با دشمن از هم جدا شده و پشت سر می‌ماند تا به سربازی که در نبرد مجروح شده بود، کمک کند. (Mosby) سعی می‌کند سرهنگ جکسون (دیل دای) را متقاعد کند که به او اجازه بازگشت نزد سربازان خود را بدهد، اما در عوض دستور داده می‌شود تا مهمات را بازیابی کند چون برای پایگاه بسیار حیاتی است. ویک و تیم ویژه وی دستورات را نقض می‌کنند و برای نجات سربازان به روستا بر می‌گردند.

## لیست بازیگران[۱]
- استیون سیگال در نقش گروهبان جیک چندلر

- تیم آبل ... گروهبان ویک مصبی

- راب ون دام ... واسکز

- دیل دای ... سرهنگ جکسون

- شارلین آمویا ... جنت

- جیسون شین اسکاتدر ... تایلر

- دانیل بوگو ... غنی

- آنتونی بتارس ... بشیر

- جرالد وب ... ماركوس